# 柏原銀行 (兵庫県)
柏原銀行（かいばらぎんこう）は、明治期に兵庫県柏原町（現在の丹波市）で設立された銀行。
1884年（明治17年）8月、兵庫県柏原町（現在の丹波市）で設立。1928年（昭和3年）7月、竹田銀行、氷上銀行と合併し、柏原合同銀行を設立。